# Alonso Hernández Puertocarrero
Alonso Hernández Puertocarrero, né avant 1495 à Medellín dans le royaume de Castille et mort vers 1523 dans une prison en Espagne, est un conquistador espagnol qui a participé aux débuts de la conquête du Mexique (1519-1521) dans l'expédition dirigée par Hernán Cortés. 
Mais, envoyé en Espagne en octobre 1519, il est jeté en prison en raison des très mauvaises relations de Cortés avec le gouverneur de Cuba, son supérieur hiérarchique.

## Biographie

### Origines familiales
Comme Cortés, Alonso Hernández Puertocarrero vient de Medellín, en Estrémadure. 
Il est le fils de Rodrigo Puertocarrero et de María de Céspedes, issu d'une famille de bonne noblesse (Alonso est le cousin du comte de Medellín[Qui ?]).

### Cuba (1515-1518)
Comme beaucoup de jeunes nobles de cette région relativement pauvre, il est attiré par les richesses du Nouveau Monde, à une époque où l'Espagne n'a encore colonisé que l'île d'Hispaniola (Saint-Domingue) et vient de conquérir Cuba (1511). 
Puertocarrero arrive à Cuba en 1515 et reçoit des terres et des Indiens du gouverneur Diego Velázquez de Cuéllar. 

### L'expédition de Cortés au Mexique (1519)
En 1518, il se joint à l'expédition que met sur pied Hernán Cortés en direction du Mexique. Cortés le nomme capitaine et lui échange une jument grise, bonne à la course, en échange de torsades d'or[pas clair]. À cette date, les côtes du Mexique ont été explorées jusqu'à l'île de San Juan de Ulúa par Juan de Grijalva en 1518, ainsi que le Yucatán.  
L'escadre de Cortés quitte le port de Trinidad en février 1519. Elle atteint d'abord l'île de Cozumel, puis repart vers l'embouchure du rio Grijalva, où règne le cacique maya Taabscob. Les Espagnols sont mal reçus et il en résulte deux batailles, notamment celle de la Centla le 14 mars. Vainqueur, Cortés reçoit des offrandes en signe de soumission des vaincus, dont vingt esclaves. Parmi eux, se trouvent l'Indienne nahuatl Malintzi (dite « la Malinche » et baptisée « Marina »), que Cortés attribue à Puertocarrero. 
L'escadre repart ensuite vers l'île de San Juan de Ulúa plus à l'ouest, où elle arrive le 21 avril. Le lendemain (vendredi saint), les Espagnols débarquent sur le continent face à l'île et établissent un campement, afin de recevoir les émissaires de l'empereur aztèque Moctezuma II, ainsi que ceux des adversaires des Aztèques.
Le 9 juillet 1519, Cortés transforme le camp espagnol en une ville, Villa Rica de la Vera Cruz (aujourd'hui Veracruz), dont Puertocarrero devient alcalde (maire). Il est aussi nommé procureur de la Nouvelle-Espagne que Cortés institue alors. 
Cortés commence ensuite sa marche vers Tenochtitlan, afin de rencontrer l'empereur Moctezuma.

### Le retour en Espagne et la disgrâce
En octobre, Cortés l'envoie en Espagne, afin d'apporter des présents au roi Charles Quint, et surtout de défendre la politique de Cortés, qui est en conflit avec Diego Velasquez de Cuellar : celui-ci estime qu'il outrepasse les pouvoirs qu'il lui a donnés au départ de son expédition. Une fois Puertocarrero parti, Cortés reprend près de lui Malintzi, qui devient sa maîtresse.
Arrivé en Espagne, Puertocarrero se heurte effectivement à un partisan puissant de Velasquez, Juan Rodríguez de Fonseca, évêque de Burgos. Ce dernier réussit à le faire mettre en prison où il meurt un peu plus tard.